# 腺顶突吸虫
腺顶突吸虫（学名：Probolocoryphe glandulosa）为微茎科顶突属的动物。在中国大陆，分布于广东湛江、广西壮族自治区北海市等地，营寄生生活，寄生在肠。